# Fußball-Regionalliga Berlin
| Regionalliga Berlin                                             | Regionalliga Berlin               |
| --------------------------------------------------------------- | --------------------------------- |
| Gebiet der Regionalliga Berlin · Gebiet der Regionalliga Berlin |                                   |
| Verband                                                         | Verband Berliner Ballspielvereine |
| Erstaustragung                                                  | 1963                              |
| Letzter Spieltag                                                | 1974                              |

Die Regionalliga Berlin fungierte zwischen 1963 und 1974 als eine der fünf Regionalligen der zweithöchsten Fußball-Spielklassenebene in der Bundesrepublik Deutschland.

## Geschichte
Bis zur Einführung der Bundesliga gab es in Deutschland regional begrenzte höchste Spielklassen, deren Spitzenmannschaften jedes Jahr den deutschen Meister ausspielten. Nach Einführung der gemeinsamen ersten Spielklasse, zu der sich die besten Mannschaften sportlich, aber auch nach regionalen Gesichtspunkten, qualifizierten, wurden diese regionalen ersten Ligen zu einem zweitklassigen Unterbau der Bundesliga umfunktioniert.
Die Vertragsliga Berlin, bis 1963 oberste Liga, wurde in die Regionalliga Berlin umbenannt und war fortan zweithöchste Spielklasse. Hertha BSC qualifizierte sich als Topmannschaft der städtischen Liga für die Bundesliga, die restlichen Mannschaften (bis auf zwei Absteiger) bildeten mit drei Aufsteigern die zehn Mannschaften umfassende Regionalliga.
In der ersten Saison traten die Mannschaften in drei Spielen gegeneinander an, so dass jeder Verein 27 Spiele zu absolvieren hatte. In der folgenden Saison wurde der Modus geändert: Nachdem jede Mannschaft in einem Heim- und Auswärtsspiel gegen jede andere angetreten war, teilte sich die Liga in eine jeweils fünf Klubs umfassende Meisterschafts- und eine Abstiegsrunde auf.
Tennis Borussia wurde in jenem Jahr 1964/65 Meister, scheiterte aber in der Aufstiegsrunde. Statt ihrer ersetzte dann Tasmania 1900, obwohl nur Drittplatzierte, als Vorjahresmeister – also ohne eigentliche sportliche Qualifikation – die zum Zwangsabstieg verurteilten Herthaner in der Bundesliga, so dass die Stadt Berlin-West weiterhin in der höchsten Klasse vertreten sein konnte. Nach nur einer Saison stieg „Tas“ jedoch ab.
Zur Saison 1965/66 wurde der Modus erneut gewechselt, nachdem die Liga auf 16 Vereine aufgestockt worden war. Nach jeweils einem Heim- und Auswärtsspiel, insgesamt 30 Spielen, standen u. a. der Qualifikant für die Aufstiegsrunde und die Absteiger fest.
Erst 1968 schaffte Hertha BSC die Rückkehr in die Bundesliga, nachdem sie bis dahin die Liga dominiert hatte, in der Aufstiegsrunde aber jeweils gescheitert war. Ein Jahr später wurde die Anzahl der Vereine zunächst auf 14 reduziert, in der folgenden Saison dann auf 12. Diese bestritten 33 Saisonspiele, da der Modus aus dem Anfangsjahr wieder übernommen wurde. 1972/73 wechselte man in den Modus aus dem zweiten Regionalligajahr, nach einer 22 Spiele umfassende Hinrunde wurde die Liga in eine jeweils sechs Klubs umfassende Meisterschafts- bzw. Abstiegsrunde unterteilt. Somit kam jeder Verein auf 32 Saisonspiele. Allerdings stieg aus der Abstiegsrunde nur der Tabellenletzte ab. Der Meisterschaftsdritte Tasmania hatte sich durch die Wiederaufstiegsversuche finanziell übernommen, musste Konkurs anmelden und löste sich auf.
In der Saison 1973/74, der letzten Auflage der Berliner Regionalliga, gelang erst zum zweiten Mal einer Berliner Mannschaft der Aufstieg ins deutsche Oberhaus: Tennis Borussia setzte sich in der Aufstiegsrunde mit einem Punkt Vorsprung vor dem FC Augsburg und Rot-Weiß Oberhausen durch, weitere Teilnehmer waren Borussia Neunkirchen und der FC St. Pauli. Nach einem weiteren Moduswechsel – wieder drei Spiele gegen jeden Konkurrenten, also insgesamt 33 Saisonspiele – hatte TeBe 10 Punkte Vorsprung auf Vizemeister Wacker 04 Berlin gehabt, der sich für die ab der Saison 1974/75 neu eingeführte 2. Bundesliga qualifizierte. Die restlichen Mannschaften wurden in die drittklassige, in der ersten Saison 18 Vereine umfassende Oberliga Berlin eingegliedert.

## Meister
- 1964: Tasmania 1900 Berlin
- 1965: Tennis Borussia Berlin
  - (Hertha BSC musste aus der Bundesliga absteigen, dafür stieg der Drittplatzierte und Vorjahresmeister Tasmania 1900 Berlin auf)
- 1966: Hertha BSC
- 1967: Hertha BSC
- 1968: Hertha BSC (Aufsteiger Bundesliga)
- 1969: Hertha Zehlendorf
- 1970: Hertha Zehlendorf
- 1971: Tasmania 1900 Berlin
- 1972: Wacker 04 Berlin
- 1973: Blau-Weiß 90 Berlin
- 1974: Tennis Borussia Berlin (Aufsteiger Bundesliga)